# Dzseládapávián

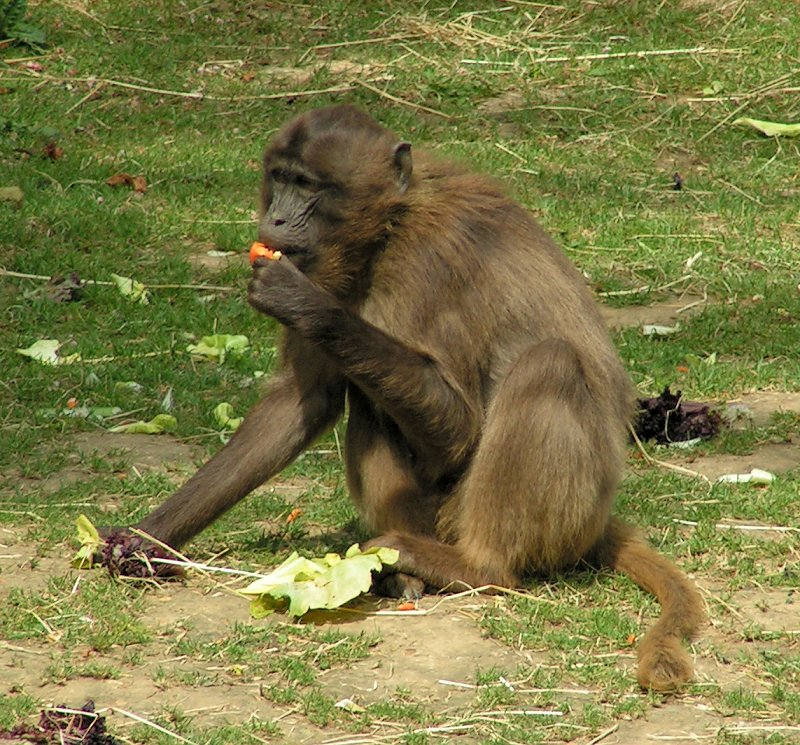
Nőstény

A dzseládapávián röviden dzseláda vagy barna pávián, hegyi pávián (Theropithecus gelada) a cerkóffélék családjába (Cercopithecidae), azon belül pedig a cerkófmajomformák alcsaládjába (Cercopithecinae) tartozó faj.
Átmenetet jelent a páviánok és a mangábék között, mindkét csoportra hasonlít, de vannak nagyon jellegzetes egyedi tulajdonságai is. Ezt az egyik legkülönösebb majomfélét viszonylag későn, 1835-ben fedezték fel.

## Előfordulása
Kizárólag Etiópia és Eritrea magasföldi füves szavannáin él, többségük a Simien Nemzeti Parkban (Gich és Sankaber). Éjszakára alvósziklákat keresnek fel, ahonnan reggelente leereszkednek és felkeresik a közeli füves területeket. A dzseláda-populációk többsége 2–5000 méteres magasságon él, és az ottani szélsőséges éghajlathoz alkalmazkodott.

## Megjelenése
Testmérete a nemtől függ: a hímek valamivel nagyobbak, mint a nőstények. A hímek testhossza 69–74 centiméter, farokhosszuk 45–50 cm, testtömegük átlagosan 20 kilogramm. A nőstények testhossza 50–65 cm, ehhez 30–41 cm-es farok csatlakozik, testtömegük pedig átlagosan 15 kg. Barna szőrzete van, mellkasán mindkét nemnél csupasz, feltűnő, háromszög alakú folt van. Ennek színe a domináns hímnél élénkvörös, a nőstényeknél pedig az ivarzási időben válik élénk vörössé. A hímeknek hosszú szőrgallérja van.

## Alfajai
Két alfaja ismert:
- Theropithecus gelada gelada – Nyugati dzseláda
- Theropithecus gelada obscurus – Keleti dzseláda

## Életmódja
Kizárólag növényekkel táplálkozik, és ezért alkalmazkodni kénytelen azok szezonális változásaihoz. A júliustól augusztusig tartó esős évszakban, amikor a friss zöld fű borítja a pusztát, a tápláléka 93%-a fűféle. November tájékán lassan áttér a magokra, amely ekkor 70%-át alkotja étrendjének. A száraz évszakban, januártól februárig főleg a fűfélék rizómájával (67%) és szárával (25%) táplálkozik. Kisebb mértékben fogyaszt gyümölcsöt, gumót és virágot is.
A különleges étrendhez való specializálódás egyedülálló anatómiai jellegek kialakulásához vezetett. A két első ujja nagymértékben szembefordítható, így ügyesen ki tudja csipkedni az ehető fűszálakat a rosszak közül a száraz időszakban. Szintén figyelemre méltóan rövidek és robusztusak az ujjpercei, amelyekkel hatékonyan tud a gumók után ásni a kemény földben is.

## Szaporodása

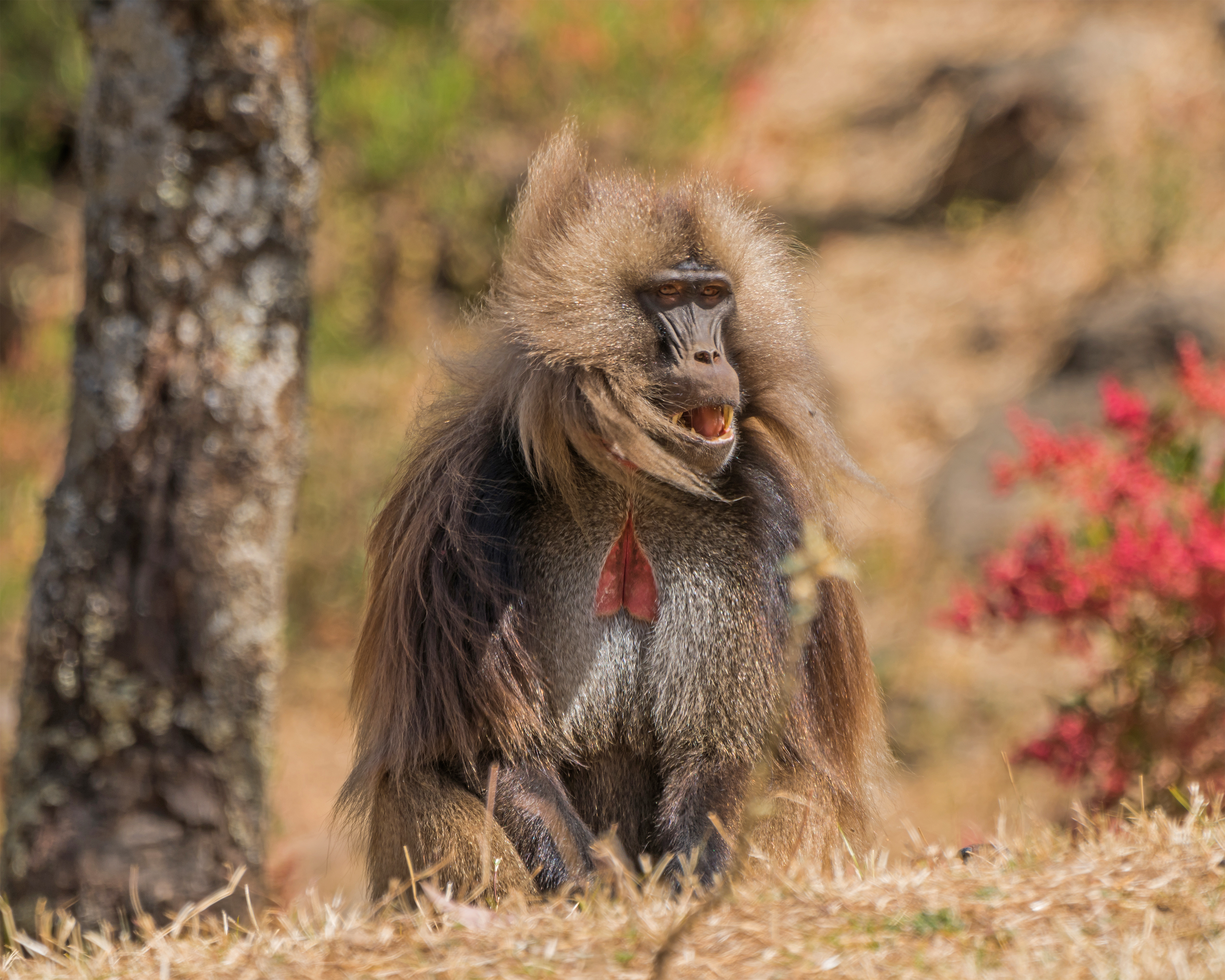
Dzseláda pávián hím

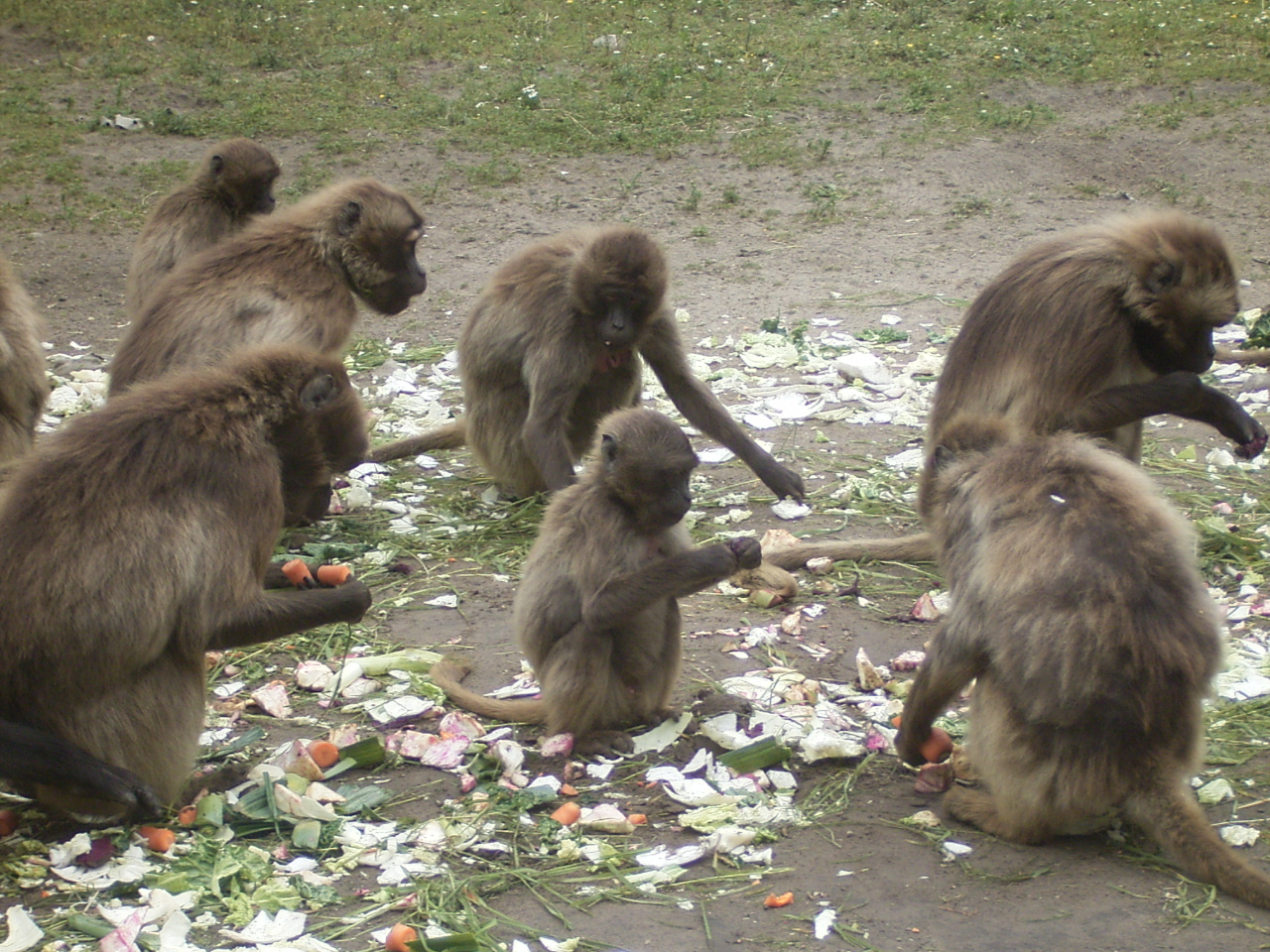
Élelmet kereső nőstények

A dzseládák egyhímes csapategységekben  élnek, amely a kifejlett hímen kívül néhány (2–6) nőstényből és az utódaikból áll. Az egymással kapcsolatban lévő egységek alkotta bandák jelentik a szociális szerveződés második szintjét. A bandák tagjai összehangolják napi mozgásukat, ugyanazon a területen tartózkodnak. A banda sokkal lazább szerveződésű, mint az alapegységek, így egy hárem különböző bandákkal is tarthat, vagy akár egyedül is mozoghat. A dzseladák egyáltalán nem territoriálisak, így nem ritka, hogy több banda is összeverődhet egy kedvező táplálékellátottságú területen. Ezenkívül megfigyelhető még csak hímekből álló csapat is. Az alvósziklákon akár 400 fős horda is összegyűlhet estére.
A páviánoknál és makákóknál általában oly fontos szerepet töltő kurkászási viselkedés itt is alapvető az egyhímes egység stabilitásának fenntartásában. Mikor a csapat túl naggyá válik, a hímek képtelenek minden nőstényt kurkászni. Ekkor akár az egység is felbomolhat, néhány nőstény kiválhat, hogy új csapatot alakítson egy új hímmel.
A galléros pávián háremekkel szemben itt a dzseládák egyhímes egységeiben a nőstények a valódi vezetők. Mikor egy idegen hím megpróbálja átvenni az uralmat a csapat felett az éppen regnáló hím kiszorítása révén, a nőstények eldöntik, kit támogatnak. Függetlenül attól, hogy a két hím csatája miként végződik, a nőstények agresszíven fellépve elűzik a számukra kevésbé szimpatikus hímet. Miáltal csak azzal a hímmel párosodnak, amely a csapat élén áll, a nőstények közvetve szabályozzák annak reproduktív sikerét.
A dzseládák következő különlegessége a kommunikációjukhoz kötődik. Nagyon fontos szerepet kapnak náluk a vizuális jelek, például képesek teljesen felhúzni az ínyüket, mikor „ásítanak”. A mellükön található szőrtelen folt színe is jelzésértékkel bír, a nőstényeknél például ösztrusz idején élénk pirossá válik. A vokális kommunikációjuk is rendkívül fejlett, közel 27 különböző hangot tudtak eddig elkülöníteni a kutatók.
Csak a csapatot vezető hím párosodik az ösztruszban lévő nőstényekkel. Miután a szaporodásuk nincs évszakhoz kötve, az év bármely időszakában születhetnek kölykök. Az esős évszakban valamivel nagyobb a születési ráta. A nőstények fogékonyságukat külső vizuális ingerekkel is jelzik: a mellkasukon és a genitális tájékukon lévő szőrtelen, vörös folt élénk piros lesz, valamint gyöngyfüzérnek tűnő gyűrű képződik körülötte. A nőstények ösztrusz ciklusai nagy mértékben szinkronizáltak, ebből kifolyólag a születések is sokszor egybeesnek a csapaton belül. A rendszerint egy kölyök 5–6 hónapnyi vemhesség után születik meg, majd 12–18 hónapos koráig szopik. A nőstények 4–5 éves, a hímek 5–7 éves korukban válnak ivaréretté. A dzseládák állatkertekben akár 30 évig is élhetnek.
A fiatal hímek 2–3 évesen fokozatosan elszakadnak a szülő csapatuktól, összeállnak más hímekkel, vagy magányosan élnek. Ivaréretté válva érdeklődni kezdenek a nőstények iránt, elkezdik követni őket. Rendszerint nem lépnek fel nyíltan, hanem szép lassan építik ki a kapcsolataikat a nőstényekkel, elsősorban a fiatalokkal. Ha eközben a vezérhím elpusztul, vagy lebetegszik, megpróbálják átvenni a szerepét, de legtöbbször lassan kezdik leválasztani a fiatal nőstényeket a szülőcsapataiktól, mielőtt azok is ivaréretté nem válnának. Esetenként az idősebb nőstényeknél is próbálkoznak, de ez már kiváltja a vezető hím féltékenységét és támadását. Az idős hímek, ha elvesztik a nőstényeiket, szerepet cserélnek fiatalabb társaikkal, ők válnak követő hímekké.

## Természetvédelmi helyzete
A dzseládát nem fenyegeti közvetlenül a kipusztulás veszélye, vadonbeli populációja mintegy ötszázezer egyedet számlál. Elsősorban az emberi népesség növekedése általi élőhelypusztulás veszélyezteti, de korábban vadásztak is rájuk, elsősorban a kifejlett hímekre, akik a szőrgallérjukkal keresett trófeának számítottak. Ma már védelem alatt állnak, így fennmaradásuk eredeti élőhelyükön is biztosítottnak látszik.
A dzseládák fennmaradásának biztosítására az európai és az amerikai állatkertek is fajfenntartó tenyészprogramot hoztak létre. Mindemellett állatkertekben nagyon ritka faj. Magyarországon a Veszprémi Állatkertben és a Szegedi Vadasparkban látható.